# 2D Boy
2D Boy je američka nezavisna tvrtka za razvoj videoigara koju su osnovali Kyle Gabler i Ron Carmel, bivši zaposlenici Electronic Arts-a. Tvrtka je najviše poznata po igri World of Goo koja je 2008. godine odnijela nekoliko nagrada.
U prosincu 2010. godine, Apple je odobrio World of Goo HD za iPad i iPhone te je odmah pristupila App Store. 

## Vanjske poveznice
Službena stranica